# الخلاف حول فلورة الماء
ينشأ الخلاف حول فلورة الماء من مخاوف سياسية، وأخلاقية، واقتصادية، ومخاوف متعلقة بالسلامة من حيث فلورة الماء الخاصة بإمدادات المياه للسكان. وجدت سلطات الصحة العامة حول العالم إجماعًا طبيًا أن فلورة الماء عند المستويات المناسبة تكون آمنة وفعالة فتمنع تسوس الأسنان. آراء السلطات مختلطة حول أكثر علاج بالفلورايد يكون فعالًا لمنع تسوس الأسنان في المجتمع، البعض نص على أن فلورة الماء هو الأكثر فاعلية، بينما البعض الآخر يرون أنه لا توجد ميزة خاصة ويفضلون طرق التطبيق الموضعي للفلورايد.
هؤلاء المعارضون يقولون أن فلورة الماء لها فائدة قليلة أو منعدمة في منع التسوس، وقد تسبب مشاكل صحية خطيرة، وليست فعالة بما في الكفاية لتوازن تكلفتها، وهي مهملة في علم الصيدلة.
ثمة منافسة بين الصالح العام وحقوق الفرد. البعض يقول أن الصالح العام يطغى على صالح الفرد، ويساويه بالتلقيح وتقوية الأغذية. في حين يقول آخرون إن حقوق الفرد تطغى على الصالح العام، حيث أن الأفراد لا يوجد اختيار لديهم في الماء الذي يقومون بشربه، إلا إذا كانوا يقومون بشرب المياه المعبأة الأغلى ثمنًا،  والبعض يعترض بشكل قاطع وأنها لا تعارض أخلاقيات الطب.
وجدت المعارضة لفلورة الماء منذ بدايتها في الأربعينات. خلال الخمسينات والستينات، ادّعى واضعو نظرية المؤامرة أن فلورة الماء مؤامرة شيوعية لإضعاف الصحة العامة للشعب الأمريكي. في السنوات الأخيرة أصبحت فلورة الماء قضية صحية وسياسية سائدة في العديد من الدول، مما تسبب في إيقاف استخدامه عند بعض الدول، بينما قامت دول أخرى في التوسع في استخدامه. إن المعارضين هم من الشخصيات العامة المهمة يدعمهم القليل من المختصين، والتي تتضمن الباحثون، ممارسون الطب وطب الأسنان، ممارسون الطب البديل، الداعمون للطعام الصحي، بعض الجماعات الدينية (غالبًا العلماء المسيحيون في الولايات المتحدة)، وفي بعض الأحيان جماعات المستهلكين والجماعات المناصرة لحماية البيئة. جاءت المعارضة السياسية المنظمة من اليبرتاريين، جمعية جون بريتش (John Birch Society)، ومن مجموعات مثل الأحزاب الخضراء في المملكة المتحدة ونيوزيلندا. 
تم انتقاد المؤيدين لمبالغتهم في دعم الفوائد، كذلك تم انتقاد المعارضين أيضًا لمبالغتهم في وصف الأخطار، وقيام كل من الطرفين بالتقليل من الطرف الآخر. أشارت المراجعة المنهجية إلى قلة الأبحاث ذات الجودة العالية الخاصة بفوائد ومخاطر فلورة الماء والأسئلة المتنازع عليها. ويؤكد الباحثون المعارضون لفلورة الماء هذا أيضًا. وفقًا لتقرير أبحاث الكونغريس عام 2013 الخاص بالفلورايد في مياه الشرب، هذه الفجوات في المواد العلمية المطبوعة الخاصة بالفلورة تزيد من الخلاف.
تمت فلورة الماء الذي يتم تزويد العامة به لأول مرة عام 1945، في الولايات المتحدة الأمريكية. بحلول عام 2012، أصبح لدى 25 دولة مياه مفلورة صناعية بدرجات مختلفة، أكثر من 50% من سكان 11 دولة منها يشربون مياه مفلورة. تتوفر لدى 28 دولة أخرى مياه مفلورة طبيعيًا، على الرغم من أن الفلورايد في العديد من هذه الدول يتعدّى المستوى الآمن. بحلول عام 2012، تلقّى حوالي 435 مليون شخص حول العالم (حوالي 5.4% من سكان العالم) مياهً مفلورة عند المستويات الموصى بها، يعيش نصفهم تقريبًا في الولايات المتحدة.

## الإجماع الطبي
الوكالات الصحية المحلية والدولية وجمعيات طب الأسنان حول العالم أيدت أن فلورة الماء آمنة وفعالة.
الآراء حول أكثر طريقة فعالة لوقاية المجتمع من تسوس الأسنان مختلطة. أعلنت الحكومة الأسترالية أن فلورة الماء هو أكثر الوسائل الفعالة للتعرض للفلورايد على مستوى المجتمع. تنص منظمة الصحة العالمية على أن عند وجود إمكانية وتقبل ثقافي لفلورة الماء فإن لها مزايا كبيرة، خاصة للمجموعات الفرعية المعرضة لمخاطر عالية، بينماالمفوضية الأوروبية تجد أنه لا توجد ميزة لفلورة الماء مقارنة بالاستخدام الموضعي له.
يدعم الاتحاد العالمي لطب الأسنان فلورة الماء كأمر آمن وفعال. الأكاديمية الأوروبية لطب أسنان الأطفال، والجمعيات الوطنية لطب الأسنان في أستراليا، كندا، والولايات المتحدة، الجمعية الأمريكية لطب الأسنان تقول أن فلورة الماء "واحد من أكثر تدابير الصحة الآمنة ذات الفائدة والأمان وفعالة من حيث التكلفة للوقاية، والتحكم، وفي بعض الأحيان عكس عملية التسوس.
في الدول التي تتحدث الإنجليزية، التي تقوم بفلورة الماء، الولايات المتحدة، كندا، المملكة المتحدة، أستراليا ونيوزلاندا العديد من الجمعيات الطبية والسلطات أصدرت بيانات بمواقفها وأيدت فلورة الماء، ومن الأمثلة على ذلك:
الجراحة العامة الأمريكية، جمعية الصحة العامة الأمريكية، الهيئة الملكية للخدمات الصحية الوطنية، الجمعية الطبية الأسترالية، الرابطة الطبية النيوزلاندية، صحة كندا تدعم الفلورة، مستشهدةً بعدد من النشرات العلمية الدولية التي تشير إلى أنه «لا توجد صلة بين أي آثار صحية ضارة والتعرض للفلوريد في مياه الشرب عند مستويات أقل من الحد الأقصى المقبول للتركيز وهو 1.5 ملغم / لتر.» صنفت مراكز مكافحة الأمراض والوقاية منها فلورة المياه باعتبارها واحدة من عشرة إنجازات كبيرة في مجال الصحة العامة في القرن العشرين في الولايات المتحدة، إلى جانب التطعيمات، وتنظيم الأسرة، والاعتراف بـمخاطر التدخين، وغيرها من الإنجازات.
في إسرائيل، الجمعية الإسرائيلية لأطباء الصحة العامة، وجمعية طب الأطفال الإسرائيلية، وجمعية طب الأسنان الإسرائيلية، تدعم الفلورة.

تنظر منظمة الصحة العالمية في الصحة العامة العالمية، تعرف الفلورايد بأنه واحد من عدد قليل من المواد الكيميائية (إلى جانب الزرنيخ والنترات، وبدرجة أقل الرصاص والسيلينيوم واليورانيوم) التي توجد في مستويات مرتفعة في أجزاء كثيرة من العالم وتسبب آثارا صحية سلبية؛ بالنسبة للفلورايد ينطبق هذا بشكل خاص في مناطق كبيرة من الهند والصين ووسط أفريقيا وأمريكا الجنوبية، ومحليا في أجزاء كثيرة من العالم. بالنسبة للفلورايد فقط فانها توصي بتعديل المستوى في الأماكن التي يكون فيها الفلورايد ذا مستوى منخفض للوصول إلى نسبة ملائمة وذلك لأن هناك أدلة واضحة على أن التركيزات المنخفضة من الفلورايد توفر الحماية ضد التسوس، سواء في الأطفال والبالغين.

### رأي أقلية علمي
العلماء أو الأطباء الذين يعارضون فلورة المياه يجادلون بأنه ذا فائدة قليلة أو منعدمة في منع التسوس، وقد يسبب مشاكل صحية خطيرة، كما أنها ليست فعالة بما فيه الكفاية لتبرير التكاليف، وهي قديمة ومهملة في علم الصيدلة. وقد جادل أرفيد كارلسون أن الفلورة تنتهك المبادئ الدوائية الحديثة ولا تأخذ بعين الاعتبار الاختلافات الفردية في الاستجابة، والتي يمكن أن تكون كبيرة حتى عندما يتم إصلاح الجرعة.

## الدليل
تم انتقاد المؤيدين والمعارضين على حد سواء بسبب المبالغة في وصف الفوائد أو المخاطر، والتقليل من رأي الآخر. أشارت المراجعات المنهجية إلى عدم وجود بحوث عالية الجودة لفوائد ومخاطر فلورة المياه والأسئلة التي ما زالت معلقة. لخص تقرير مجلس نوفيلد عام 2007 أنه مازال ينقص وجود دليل جيد مع أو ضد فلورة الماء. والباحثين المعارضون ينصون على ذلك أيضًا. وفقا لتقرير أبحاث الكونغرس عام 2013 عن الفلوريد في مياه الشرب، فإن هذه الثغرات في النشرات العلمية للفلورة تزيد من الجدل. وقد ذكر جون دول، رئيس لجنة تقرير مجلس البحوث الوطني لعام 2006 بشأن الفلورايد في مياه الشرب، استنتاجًا مماثلًا بشأن مصدر الجدل: «في المجتمع العلمي، يميل الناس إلى التفكير أنه أمر متفق عليه. أعني، عندما يخرج جنرال الولايات المتحدة الجراح ويقول هذا هو واحد من أعظم إنجازات العشرون القرن العشرين، وهذه عقبة يصعب التغلب عليها. ولكن عندما نظرنا إلى الدراسات التي تم القيام بها، وجدنا أن العديد من هذه الأسئلة مازالت معلقة ولدينا معلومات أقل بكثير مما ينبغي، مع الأخذ في الاعتبارالمدة التي تم تطبيق الفلورة فيها. وأعتقد أن هذا هو السبب أن الفلورة ما زال يتم اعتراضها سنوات عديدة بعد أن بدأت. وفي مواجهة الجهل، يتفشى الجدل.»

### الأمان
يمكن للفلورايد أن يتواجد بشكل طبيعي في الماء بتركيزات أعلى بكثير من المستويات الموصى بها، والتي يمكن أن يكون لها العديد من الآثار السلبية على المدى الطويل، بما في ذلك تفلور الأسنان الشديد، والـتسمم بالفلور وضعف العظام. عام 1984 أوصت منظمة الصحة العالمية بالحد الأقصى للفلورايد بـ 1.5 ملغم / لتر كالمستوى الذي يجب أن يكون الحد الأدنى للفلور، وأعيد تأكيد ذلك عام 2006.
الفلورة لها تأثير يذكر على خطر كسر العظم (العظام المكسورة). فإنه قد يؤدي إلى مخاطر كسر أقل قليلا من المستويات العالية جدا من الفلورة أو عدم الفلورة. ليس هناك ارتباط واضح بين الفلورة والسرطان أو الوفيات الناجمة عن السرطان، سواء بالنسبة للسرطان بشكل عام وأيضا على وجه التحديد لسرطان العظام والساركوما العظمية.
في حالات نادرة يمكن أن يؤدي التطبيق الغير سليم لفلورة المياه إلى الإفراط في الفلورة الذي يسبب التسمم الحاد بالفلورايد، مع الأعراض التي تشمل الغثيان والقيء والإسهال. تم الإبلاغ عن ثلاث من هذه الحالات في الولايات المتحدة بين عامي 1991 و 1998، والناجمة عن تركيزات الفلوريد تصل إلى 220 ملغم / لتر. في ألاسكا عام 1992، أصبح 262 شخصا مريضا وتوفي شخص واحد. في عام 2010، تم إطلاق حوالي 60 غالون من الفلورايد في إمدادات المياه في آشبورو بولاية كارولاينا الشمالية في 90 دقيقة، وهي الكمية التي كان من المقرر أن تطلق في غضون 24 ساعة.
مثل غيرها من الإضافات المائية الشائعة مثل الـكلور وحمض الهيدروفلوسيليسيك وسليكوفلوريد الصوديوم تقل درجة الرقم الهيدروجيني (ترتفع الحموضة) وتسبب زيادة صغيرة من التآكل، ولكن يتم التعامل مع هذه المشكلة بسهولة عن طريق زيادة الرقم الهيدروجيني. على الرغم من افتراض أن حمض الهيدروفلوسيليسيك وسليكوفلوريد الصوديوم قد تزيد من معدل امتصاص الرصاص عند الأشخاص من الماء، إلا أن التحليل الإحصائي لعام 2006 لم يدعم المخاوف من أن هذه المواد الكيميائية تسبب ارتفاع تركيزات الرصاص في الدم لدى الأطفال. ويمكن أن تكون هناك آثار للزرنيخ والرصاص موجودة في مركبات الفلورايد التي تضاف إلى الماء؛ ومع ذلك التركيزات تكون أقل من حدود القياس.
وقد تم التحقيق في تأثير فلورة المياه على البيئة الطبيعية، ولم تنشأ أي آثار ضارة. وشملت القضايا التي تمت دراستها تركيزات الفلوريد في المياه الجوفية والأنهار، والمروج، والحدائق، النباتات، التأثير على النباتات المزروعة في مياه مفلورة، انبعاثات الهواء، وضوضاء المعدات.

### الفاعلية
أظهرت المراجعات أن فلورة الماء تقلل من التسوس في الأطفال. والاستنتاج للفاعلية عند البالغين أقل وضوحًا مع بعض المراجعات التي تجد فائدة للفلورة وغيرها لا تجد لها فائدة. أظهرت الدراسات التي أجريت في الولايات المتحدة في الخمسينيات والستينيات أن فلورة المياه قللت التسوس لدى الأطفال بنسبة خمسين إلى ستين في المئة، في حين أظهرت الدراسات في عامي 1989 و1990 انخفاضات أقل (40% و18% على التوالي)، ويرجع ذلك على الأرجح إلى زيادة استخدام الفلورايد من مصادر أخرى، وخاصةً معجون الأسنان وأيضًا تأثير الطعام والشراب الذي تم عمله في المناطق المفلوره وتستهلك في المناطق الغير مفلورة.
ووجدت مراجعة منهجية أجريت في المملكة المتحدة عام 2000 (يورك) أن فلورة المياه كانت مرتبطة بانخفاض نسبة الأطفال الذين يعانون من التسوس بنسبة 15% ومع انخفاض في الأسنان اللبنية المفقودة، المصابة بـالتسوس، والتي تم حشوها (كان متوسط الانخفاض 2.25 أسنان). وخلصت المراجعة إلى أن الأدلة كانت ذات جودة معتدلة: فقد حاولت دراسات قليلة الحد من تحيز المراقبين، والسيطرة على العوامل المربكة، والإبلاغ عن القياسات المختلفة، أو استخدام التحليل المناسب. على الرغم من عدم وجود اختلافات واضحة كبيرة بين الفلورة الطبيعية والاصطناعية، وكانت الأدلة غير كافية لاستنتاج أي اختلافات. وجدت المراجعة منهجية عام 2002 أدلة قوية على أن فلورة المياه فعالة في الحد من تسوس الأسنان في المجتمعات. وجدت مراجعة كوكرين عام 2015 أيضا فائدة للأطفال.
الفلوريد قد يمنع أيضا التسوس عند البالغين في جميع الأعمار. عام 2007 وجد تحليل تلوي من قبل باحثي مركز السيطرة على الأمراض أن فلورة المياه منعت ما يقدر بحوالي 27٪ من التسوس عند البالغين، وحوالي نفس النسبة التي تم منعها من التسوس بطرق التعرض لتوصيل الفلورايد الأخرى (المتوسط 29%). وجد عرض أجرته المفوضية الأوروبية عام 2011 أن فوائد فلورة المياه للبالغين من حيث تقليل التسوس محدودة. لم تجد مراجعة كوكرين عام 2015 أي بحث حاسم عن البالغين.
وقد شهدت معظم الدول في أوروبا انخفاضًا كبيرًا في التسوس دون استخدام فلورة الماء. على سبيل المثال، في فنلندا وألمانيا، ظلت معدلات تسوس الأسنان مستقرة أو استمرت في الانخفاض بعد توقف فلورة المياه. قد تكون الفلورة مفيدة في الولايات المتحدة لأنه على عكس معظم الدول الأوروبية، الولايات المتحدة لا يوجد لديها رعاية للأسنان مبنية على أساس المدرسة، وكثير من الأطفال لا يزورون طبيب الأسنان بانتظام، وبالنسبة لكثير من الأطفال في الولايات المتحدة فلورة الماء هي المصدر الرئيسي للتعرض للفلورايد. يمكن أن تختلف فعالية فلورة المياه وفقا للظروف مثل ما إذا كانت الرعاية الوقائية للأسنان مجانية لجميع الأطفال.

## أخلاقيًا
فلورة المياه تمثل تنافس الصالح العام ضد الحقوق الفردية. ويقول البعض إن الصالح العام يطغى على صالح الفرد، ويساويها بـالتلقيح وتقوية الأغذية. يقول آخرون إن الحقوق الفردية تطغى على الصالح العام، ويقولون إن الأفراد ليس لديهم خيار في المياه التي يشربونها، إلا إذا كانوا يشربون المياه المعبأة الأكثر تكلفة، ويجادل البعض بأنه لا يقف أمام التدقيق فيما يتعلق بكود نورمبرغ وغيرها من مبادئ أخلاقيات مهنة الطب.
ويؤكد أولئك الذين يشددون على الصالح العام على إجماع الآراء الطبية على أن المستويات الملائمة من فلورة المياه آمنة وفعالة لمنع التسوس ورؤيتها كتدخل في مجال الصحة العامة، وتزيد فوائد المياه المفلورة طبيعيا، والتي يمكن أن تقي الناس من مشاكل ونفقات تسوس الأسنان وآلام الأسنان، مع الاستفادة القصوى لمن هم أقل قدرة على مساعدة أنفسهم. هذا المنظور يقترح بأنه سيكون من غير الأخلاقي منع مثل هذا العلاج. في كتاب جوان كالاهان المخاوف الصحية الـ50، يكتب أنه «بالنسبة للأشخاص أصحاب الدخل المنخفض الذين ليس لديهم تأمين صحي، المياه المفلورة (مثل الدقيق المقوى والحليب المقوى) تبدو أكثر مثل تدبير صحي وقائي مجاني يحاول البعض أخذه.»
أولئك الذين يشددون على الاختيار الفردي أو المحلي، قد ينظرون إلى الفلورة على أنها انتهاك للقواعد الأخلاقية أو القانونية التي تحظر العلاج الطبي دون إشراف طبي أو قبول معلوم، والتي تحظر إاستخدام المواد الطبية غير المرخصة،  ينظر إليها على أنها «كتلة الدواء»، أو قد توصف بأنها انتهاك لكود نورمبرج واتفاقية مجلس أوروبا الطبية الحيوية لعام 1999. اقترح مقال آخر في مجلة تطبيق المبدأ الوقائي على هذا النزاع، الذي يدعو إلى أن تعكس السياسة العامة نهجا متحفظًا للحد من المخاطر في المكان الذي يكون فيه الضرر ممكنًا (ولكن ليس بالضرورة مؤكدا) حين يكون الأمر غير متفق عليه علميًا. وقد عارضه آخرون على أساس تضارب المصالح المالية المحتملة بسبب الصناعة الكيميائية.
وقد توصل مجلس نوفيلد لعام 2007 بشأن أخلاقيات علم الأحياء إلى استنتاج أساسا بشأن ثلاث نقاط، نص على :
- الموازنة بين نسبة الفائدة إلى المخاطر - غير واضح بسبب عدم وجود أدلة جيدة مع أو ضد فلورة المياه.
- توجد بدائل لهذا الأمر - العلاج الموضعي بالفلورايد (مثل فرشاة الأسنان الخ).
- دور الموافقة - يحصل على الأولوية عندما تكون هناك أضرار محتملة.

انتهى التقرير إلى أن الإجراءات الديمقراطية المحلية والإقليمية هي أنسب الطرق لتقرير ما إذا كان ينبغي القيام بالفلورة.

## الجماعات والحملات المعارضة
إن الجدل يدفعه معارضة عامة كبيرة تدعمها أقلية من المحترفين، بما في ذلك الباحثين، والأطباء وأطباء الأسنان، والممارسين للطب البديل مثل الكيروبراكتيك، الداعمين الطعام الصحي، وعدد قليل من الجماعات الدينية (معظمهم من العلماء المسيحيين في الولايات المتحدة)، وأحيانا جماعات المستهلكين والبيئية. وتأتي المعارضة السياسية المنظمة من الليبراليين،  جمعية جون بيرش، ومن مجموعات مثل الأحزاب الخضراء في المملكة المتحدة ونيوزيلندا.
تشمل حملات المعارضة مقالات صحفية، وأحاديث الراديو، ومنتديات عامة. غالبا ما يكون المراسلون الصحفيون غير قادرين على تفسير القضايا العلمية، وهم مدفوعون لتقديم الجدل بغض النظر عن الاستحقاقية العلمية المتضمنة فيها. المواقع التي يستخدمها الجمهور بشكل متزايد للحصول على المعلومات الصحية، تحتوي على مجموعة واسعة من المواد حول الفلورة تتراوح بين الواقعية والخداع، مع نسبة غير متجانسة معارضة للفلورة. تربط المطبوعات والموضوعات المعارضة للتفلور التعرض للـفلورايد بمجموعة واسعة من الآثار، بما في ذلك الإيدز، الحساسية، مرض الزهايمر، التهاب المفاصل، السرطان، انخفاض معدل الذكاء، جنبا إلى جنب مع أمراض الجهاز الهضمي والكلى والغدة الصنوبرية والغدة الدرقية.

## الرأي العام
الكثير من الناس لا يعلمون أن الفلورة تهدف لمنع تسوس الأسنان، أو أن المياه الطبيعية أو المعبأة قد تحتوي على الفلورايد. حيث أن الفلورة لا تبدو قضية مهمة بالنسبة لعامة الناس في الولايات المتحدة، فإن النقاش قد يبدو جدال بين فريقين (اثنين من اللوبي) صغيرين نسبيا أحدهما مع والآخر ضد الفلورة..
وجدت دراسة استقصائية أجراها الأستراليون عام 2009 أن 70٪ يؤيدون و 15٪ يعارضون الفلورة. وأولئك المعارضون كانوا قابلون للزيادة أكثر بسبب عوامل غضب مثل «الفوائد غير الواضحة».
وجدت دراسة أجريت عام 2003 لمجموعات تمركز من 16 دولة أوروبية أن الفلورة عورضت من قبل أغلبية أعضاء المجموعة في معظم البلدان، بما في ذلك فرنسا وألمانيا والمملكة المتحدة.
وجدت دراسة أجريت عام 1999 في شفيلد بالمملكة المتحدة أنه في حين أن 62٪ تفضل الفلورة المائية في المدينة، أعرب 31٪ ممن عارضوا عن رأيهم بقوة أكبر من المؤيدين.
في كل عام في الولايات المتحدة، يتواجه المؤيدون والمعارضون للفلورة في الاستفتاءات أو غيرها من عمليات صنع القرار العامة: في معظمها، يتم رفض الفلورة.

## الاستخدام في جميع أنحاء العالم
على الرغم من الدعم المقدم من منظمات الصحة العامة والسلطات، فإن التطبيق مثير للجدل كتدبير من تدابير الصحة العامة؛ فقد أوقفت بعض البلدان والمجتمعات المحلية ذلك، بينما وسعت بلدان أخرى استخدامه.
في الولايات المتحدة، يكون الرفض في الولايات والمجتمعات المحلية أكثر احتمالا عندما يتخذ القرار من خلال استفتاء عام؛ في أوروبا، اتخذت معظم القرارات ضد الفلورة حكوميًا. ولا يبدو أن أي من طرفي النزاع الضعف أو الاستعداد للتنازل عنه.
تستخدم فلورة المياه في الولايات المتحدة والمملكة المتحدة وأيرلندا وكندا واستراليا وإسرائيل وعدد قليل من البلدان الأخرى. الدول التالية كانت تقوم بفلورة المياه، ولكن توقفت عنها، مع السنوات التي بدأت بفلورة المياه وتوقفت عنها بين القوسين:
- جمهورية ألمانيا الاتحادية (1952–1971)
- السويد (1952–1971)
- هولندا (1953–1976)
- تشيكوسلوفاكيا (1955–1990)
- جمهورية ألمانيا الديمقراطية (1959–1990)
- الاتحاد السوفيتي (1960–1990)
- فنلندا (1959–1993)
- اليابان (1952–1972)[88]
- إسرائيل (1981–2014, 2016-) *إلزامي بموجب القانون منذ عام 2002.[89][90][91]

في المملكة المتحدة، يمكن للسلطة الصحية الإستراتيجية أن توجه شركة المياه لتفلور إمدادات المياه في منطقة ما إذا كان ذلك ممكنا من الناحية التقنية. يجب على السلطة الصحية الاستراتيجية التشاور مع المجتمع المحلي والشركات في المنطقة المتأثرة. ستعمل شركة المياه كمقاول في أي مخططات جديدة ولا يمكن أن ترفض فلورة إمدادات المياه.
وفي المناطق ذات المصادر المائية المركبة، تكون فلورة المياه أكثر صعوبة وأكثر تكلفة. وقد اقترحت أساليب بديلة للفلورة، وتم تنفيذها في بعض أنحاء العالم. وتقوم منظمة الصحة العالمية حاليا بتقييم آثار معجون الأسنان المفلور، وفلورة الحليب، وفلورة الملح في أفريقيا وآسيا وأوروبا. وتدعم منظمة الصحة العالمية فلورة المياه في بعض المناطق. في بعض الدول الأخرى، يتم إضافة فلوريد الصوديوم إلى ملح الطعام.
بحلول عام 2012، كان لدى 25 دولة فلورة المياه الاصطناعية بدرجات متفاوتة، 11 منهم أكثر من 50٪ من سكانهم يشرب المياه المفلورة. وهناك 28 دولة أخرى لديها المياه المفلورة طبيعيًا، على الرغم من أن في كثير منها الفلورايد يكون فوق المستوى الآمن. بحلول عام 2012، تلقى حوالي 435 مليون شخص في جميع أنحاء العالم المياه المفلورة بالمستوى الموصى به (أي حوالي 5.4 في المائة من سكان العالم). حوالي 214 مليون منهم يعيشون في الولايات المتحدة.

## تاريخيًا
بدأت الفلورة خلال فترة من التفاؤل والإيمان الكبير في العلم والخبراء (1950s و 1960s)، ولكن اعترض الجمهور في كثير من الأحيان. وأعرب المعارضون عن عدم الثقة في الخبراء وعدم الارتياح بشأن الطب والعلم. الخلافات والنزاعات تدور حول فوائد الفلورة وقوة أساس الأدلة لهذه الفوائد، وصعوبة تحديد الأضرار، والمسائل القانونية حول ما إذا كان فلوريد الماء هو دواء.